# JÖN Alapítvány

A Jövő Öko-Nemzedéke Alapítvány (röviden JÖN Alapítvány) egy 2017 májusában bejegyzett magyar környezetvédelmi szervezet. Teljesen független és önkéntes szerveződés.
A JÖN Alapítvány Magyarország egyik legújabb és legaktívabb, többszörösen díjazott XXI. századi környezetvédelmi szervezete. A tevékenységei, eseményei és publikációi kapcsán rendszeres szereplő a magyarországi médiában. Kiemelten szoros az együttműködése a mindenkori magyar állammal, egyfajta tolmácsfunkciót ellátva az emberek és az állami szervezetek közt. Az alapítvány üzemelteti a Hulladekvadasz.hu – hulladék témájú hírportált és a Szemétszedés.hu – Takarítsuk ki együtt Magyarországot közösségteremtő honlapot. A szervezet az önkéntesség mellett szakmai holdudvart épít, amivel a szakszerű és tényszerű társadalmi szemléletformálás a cél.
A JÖN zöld szervezete a következő témákban folytat kampányokat:
- Hulladékvadász: illegális hulladéklerakások és a szemetelés felszámolásáért;
- 4 évszakos edukációs kampányok adott időszak fontos zöld kérdéseivel kapcsolatban;
- Cigicsikkmentes Magyarországért:[1] Cigicsikkmentes kihívás;
- a komposztálás népszerűsítéséért: Ne égess, komposztálj! – őszi kampány;
- a hulladékcsökkentés, hulladékmentes életmód népszerűsítéséért: – Csomagolásmentes május.

## Felépítése
A zöld szervezet budapesti központú, de országos jelleggel működik. Hazánkban több településen aktív közösségei vannak, akik rendszeresen mutatnak példát a lakosság többi tagjának szemétszedési akciók, faültetési események, különböző flashmob megmozdulások szervezésével.

## Története
A JÖN környezetvédelmi szervezet történetét olyan emberek kezdték el írni, akik megunták, hogy piszkos szemétdombokká hasonlít a közvetlen környezetük.
Ez a történet a Hulladekvadasz.hu portál indulásával kezdődött és annak rendhagyó mottójával: Hulladékvadász – a legapróbb önkéntes. Az egyszerű honlapból rövid időn belül országos mozgalom vált. Ennek okán, hogy ez a tevékenység minél tovább életképes maradjon egy közel 1 éves bejegyzési procedúra után 2017. május 31-én hivatalosan is megszületett a JÖN Alapítvány. Az azóta eltelt években vált az alapítvány egy többszörösen díjazott és egyik legaktívabb környezetvédelmi szervezetté Magyarországon.

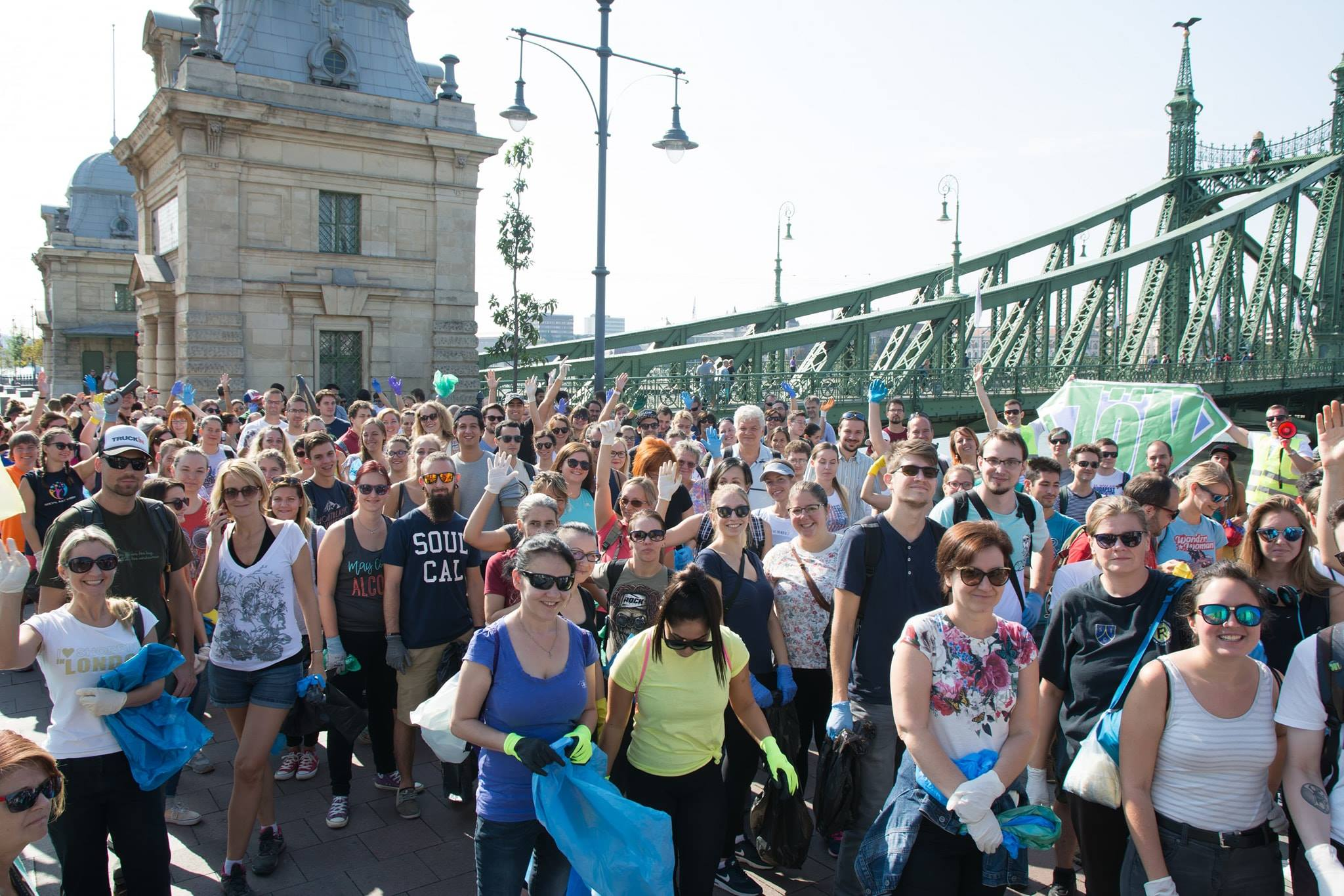
Dunamentő Kaland 2018

### Kronológia
- 2016 január elsején elindul a hulladekvadasz.hu[3] hulladékbejelentő portál;
- 2016 szeptemberében hulladék témájú hírportállá alakul egyedi rovatokkal, aktív közösséggel;
- 2017 május 31. bejegyzésre kerül a Jövő Öko-Nemzedéke Alapítvány;
- 2017 nyár: Hulladékvadász mozgalom Ozone Tv Zöld díjának[4] elnyerése;
- 2018 nyár Magyar Telekom Nyrt. Delfin díj[5] elnyerése;
- 2018 szeptember Magyarország valaha volt legnagyobb szemétszedési akciója, a Dunamentő Kaland;[6]
- 2019 nyár Vodafone Magyarország Alapítvány Digitális díjának[7] elnyerése Társadalmi szervezetek kategóriában;
- 2020 január 10. Létrejön a Hulladékvadász by Zeewa[8] rendszere.

### Eredmények
- 2016 óta több mint 5000 illegális hulladéklerakás felderítése;
- a szervezet közreműködésével több ezer szemétdomb eltakarítása;
- több országosan is sikeres edukációs kampány;
- mérhetően több ezer ember aktivizálása a környezetünk megóvására;
- sikeres környezetvédelmi események, programok;
- a szervezet állandó szereplője az országos médiának.